# 1956年ウィンブルドン選手権
1956年 ウィンブルドン選手権（1956ねんウィンブルドンせんしゅけん、The Championships, Wimbledon 1956）に関する記事。イギリス・ロンドン郊外にある「オールイングランド・ローンテニス・アンド・クローケー・クラブ」にて開催。

## シード選手

### 男子シングルス
1. ルー・ホード　（初優勝）
2. ケン・ローズウォール　（準優勝）
3. スベン・デビッドソン　（2回戦）
4. バッジ・パティー　（2回戦）
5. ヤロスラフ・ドロブニー　（1回戦）
6. ハミルトン・リチャードソン　（ベスト4）
7. クルト・ニールセン　（3回戦）
8. ビック・セイシャス　（ベスト4）

### 女子シングルス
1. ルイーズ・ブラフ　（ベスト4）
2. ベバリー・フライツ　（ベスト8、不戦敗）
3. アンジェラ・モーティマー　（ベスト4）
4. アリシア・ギブソン　（ベスト8）
5. シャーリー・フライ　（初優勝）
6. アンジェラ・バクストン　（準優勝）
7. ドロシー・ヘッド・ノード　（2回戦）
8. シャーリー・ブルーマー　（ベスト8）

### 男子ダブルス
1. ケン・ローズウォール＆ ルー・ホード
2. ビック・セイシャス＆ ハミルトン・リチャードソン
3. ドン・キャンディ＆ ロバート・ペリー
4. ルイス・アヤラ＆ スベン・デビッドソン

### 女子ダブルス
1. ルイーズ・ブラフ＆ シャーリー・フライ
2. アンジェラ・モーティマー＆ アン・シルコック
3. アリシア・ギブソン＆ アンジェラ・バクストン
4. ベバリー・フライツ＆ ダーリーン・ハード

### 混合ダブルス
1. ビック・セイシャス＆ シャーリー・フライ
2. ルイス・アヤラ＆ テルマ・コイン・ロング
3. ガードナー・ムロイ＆ アリシア・ギブソン
4. ロバート・ハウ＆ ダーリーン・ハード

## 大会経過

### 男子シングルス
準々決勝
- ルー・ホード vs.  マルコム・アンダーソン　4-6, 6-1, 6-1, 13-11
- ハミルトン・リチャードソン vs.  ニール・フレーザー　6-3, 9-11, 7-5, 6-4
- ビック・セイシャス vs.  アレン・モリス　13-11, 6-0, 6-3
- ケン・ローズウォール vs.  ウルフ・シュミット　6-1, 6-3, 6-2

準決勝
- ルー・ホード vs.  ハミルトン・リチャードソン　3-6, 6-4, 6-2, 6-4
- ケン・ローズウォール vs.  ビック・セイシャス　6-3, 3-6, 6-8, 6-3, 7-5

### 女子シングルス
準々決勝
- ルイーズ・ブラフ vs.  シャーリー・ブルーマー　5-7, 6-1, 6-3
- シャーリー・フライ vs.  アリシア・ギブソン　4-6, 6-3, 6-4
- アンジェラ・モーティマー vs.  パトリシア・ウォード　6-3, 6-0
- アンジェラ・バクストン vs.  ベバリー・フライツ　不戦勝

準決勝
- シャーリー・フライ vs.  ルイーズ・ブラフ　6-4, 4-6, 6-3
- アンジェラ・バクストン vs.  アンジェラ・モーティマー　6-1, 6-4

## 決勝戦の結果
男子シングルス
- ルー・ホード vs.  ケン・ローズウォール　6-2, 4-6, 7-5, 6-4

女子シングルス
- シャーリー・フライ vs.  アンジェラ・バクストン　6-3, 6-1

男子ダブルス
- ケン・ローズウォール＆ ルー・ホード vs.  ニコラ・ピエトランジェリ＆ オーランド・シロラ　7-5, 6-2, 6-1

女子ダブルス
- アリシア・ギブソン＆ アンジェラ・バクストン vs.  フェイ・ミュラー＆ ダフネ・シーニー　6-1, 8-6

混合ダブルス
- ビック・セイシャス＆ シャーリー・フライ vs.  ガードナー・ムロイ＆ アリシア・ギブソン　2-6, 6-2, 7-5